# Roberta Reichhardt
Roberta Hilarius Reichhardt (født 17. september 1996) er dansk skuespillerinde, som især er kendt for TV 2 Zulu-serien SJIT Happens. 
Roberta Reichhardt er datter af skuespiller og teaterchef Peter Reichhardt og dramatiker Line Knutzon. 
Reichhardt har også spillet mindre roller i film som Flaskepost fra P og En to tre nu samt en større birolle i filmen Comeback.
Hun spiller stuepigen Fie i julekalenderen Julehjertets hemmelighed.